# أمل جادو
أمل عزمي صالح جادو – شكعة (وُلدت في 28 سبتمبر 1972 في مخيم عايدة) دبلوماسية فلسطينية برتبة سفيرة، تشغل منصب سفيرة دولة فلسطين لدى بلجيكا والاتحاد الأوروبي ولوكسمبورغ منذ عام 2024. عملت سابقًا في منصب وكيل وزارة الخارجية والمُغتربين الفلسطينية، ومنصب مساعد وزير الخارجية لشؤون أوروبا. ومستشارةً لرئيس حكومة محمد مصطفى للعلاقات الدولية.

## التحصيل العلمي
تحمل أمل جادو درجة البكالوريوس في اللغة الإنجليزية وآدابها من جامعة بيت لحم، ودرجة الماجستير من جامعة بيرزيت، ودرجة الدكتوراه من كلية فليتشر للقانون والدبلوماسية في القانون الدولي والعلاقات الدولية.

## الحياة العملية
في 2 فبراير 2006، نُقلت من رئاسة مجلس الوزراء الفلسطيني إلى ديوان الرئاسة الفلسطيني.
في 20 مايو 2009، مُدد انتدابها للعمل في مكتب تمثيل منظمة التحرير الفلسطينية لدى الولايات المتحدة.
في 28 أغسطس 2011، نُقلت للعمل في وزارة الخارجية الفلسطينية. ولاحقًا في 15 سبتمبر 2019، كُلفت بمهام وكيل وزارة الخارجية والمغتربين الفلسطينية.
في أبريل 2024، عُينت مستشارًا لرئيس الحكومة الفلسطينية التاسعة عشر محمد مصطفى للعلاقات الدولية وظلت حتى سبتمبر 2024.
في سبتمبر 2024، عُينت سفيرةً لدولة فلسطين لدى بلجيكا والاتحاد الأوروبي ولوكسمبورغ، وفي 16 أكتوبر 2024 سلمت أوراق اعتمادها إلى وزارة الخارجية البلجيكية. ولاحقًا في 26 نوفمبر 2024، سلمت نسخة من أوراق اعتمادها إلى ملك بلجيكا كأول سفير لدولة فلسطين.
في 28 نوفمبر 2024، سلّمت نسخة من أوراق اعتمادها ممثلة لدولة فلسطين لدى الاتحاد الأوروبي إلى جوزيب بوريل الممثل الأعلى للاتحاد الأوروبي للشؤون الخارجية والسياسة الأمنية.
في 7 يناير 2025، سلّمت نسخة من أوراق اعتمادها سفيرةً غير مقيمة لدولة فلسطين لدى دوقية لوكسمبورغ الكبرى.

## أوسمة
- في 19 أغسطس 2018، قلدها القنصل الإيطالي العام في دولة فلسطين نيابةً عن الرئيس الإيطالي بوسام فارس نجمة إيطاليا.[11]

## الحياة الشخصية
تزوجت عام 2020 من السفير الفلسطيني وليد غسان الشكعة، لاحقًا تُوفي في 19 يناير 2025.